# Hydriomena albomaculata
Hydriomena albomaculata är en fjärilsart som beskrevs av Jean-Jacques Kieffer 1916. Hydriomena albomaculata ingår i släktet Hydriomena och familjen mätare. Inga underarter finns listade i Catalogue of Life.